# Campionat del Món de billar de carambola lliure
El Campionat del Món de billar de carambola lliure fou un torneig de billar, que es va celebrar entre el 1928 i el 1969. Va ser organitzat per primera vegada per la UIFAB i, a partir del 1965, per l'UMB (Union Mondiale de Billard).

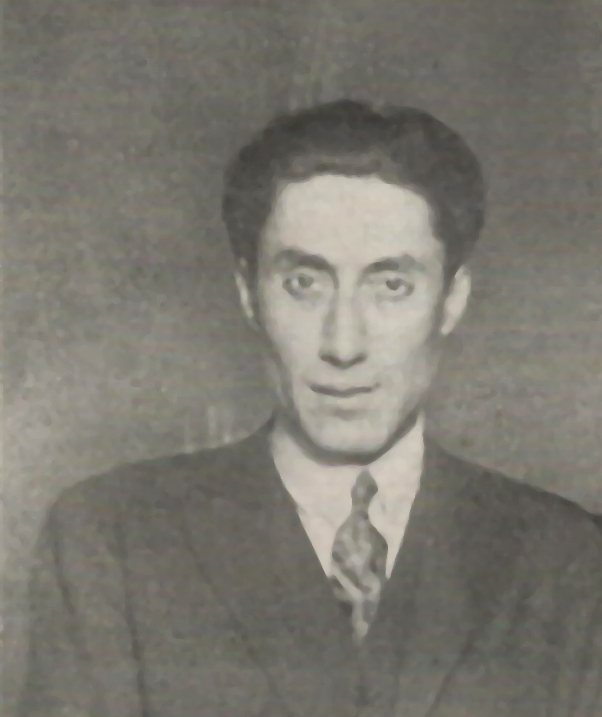
L'egipci Edmond Soussa fou el primer campió del Món de billar de carambola lliure.

## Historial
Font:
| Num. | Any  | Seu       | Campió                 | P.     | Finalista        | P.     | Tercer              | P.     |
| ---- | ---- | --------- | ---------------------- | ------ | ---------------- | ------ | ------------------- | ------ |
| 01   | 1928 | Basilea   | Edmond Soussa          | 30,48  | Rudolphe Agassiz | 17,81  | Emile Sicard        | 11,71  |
| 02   | 1929 | El Caire  | Edmond Soussa          | 29,76  | Théo Moons       | 22,61  | Raimon Vives        | 19,55  |
| 03   | 1930 | Barcelona | Edmond Soussa          | 33,44  | Théo Moons       | 30,47  | Alfredo Ferraz      | 23,66  |
| 04   | 1931 | Vichèi    | Théo Moons             | 41,17  | Edmond Soussa    | 61,74  | René Gabriëls       | 32,46  |
| 05   | 1932 | Espinho   | Juan Butrón            | 40,44  | Edmond Soussa    | 41,34  | Jacques Davin       | 27,36  |
| 06   | 1933 | Lilla     | Walter Joachim         | 40,64  | Alfredo Ferraz   | 48,46  | Jean Albert         | 44,06  |
| 07   | 1934 | Viena     | Jean Albert            | 54,68  | Ernst Reicher    | 56,90  | Juan Butrón         | 54,46  |
| 08   | 1935 | Bordeus   | Jean Albert            | 61,28  | Joaquim Domingo  | 49,60  | Juan Butrón         | 44,28  |
| 09   | 1936 | Mülhausen | Juan Butrón            | 57,77  | Joaquim Domingo  | 35,22  | Cornelius van Vliet | 33,69  |
| 10   | 1937 | Berna     | Juan Butrón            | 77,07  | Ernst Reicher    | 47,08  | Constant Côte       | 37,43  |
| 11   | 1938 | Marsella  | Jean Albert            | 33,98  | Alfredo Ferraz   | 32,59  | Constant Côte       | 29,91  |
| 12   | 1939 | Lausana   | Alfredo Ferraz         | 106,36 | Jean Galmiche    | 62,13  | Juan Butrón         | 46,72  |
| 13   | 1949 | Madrid    | Clement van Hassel     | 62,60  | Joaquim Domingo  | 37,36  | Piet van de Pol     | 37,15  |
| 14   | 1950 | Madrid    | Pedro Leopoldo Carrera | 65,57  | Joaquim Domingo  | 81,17  | Rafael García       | 43,07  |
| 15   | 1953 | Vigo      | Pedro Leopoldo Carrera | 72,72  | Joaquim Domingo  | 77,26  | Clement van Hassel  | 51,22  |
| 16   | 1964 | Vigo      | José Gálvez            | 156,76 | Jorge Pinto      | 92,40  | Joseph Vervest      | 92,73  |
| 17   | 1969 | Linz      | Raymond Ceulemans      | 178,42 | Jean Marty       | 136,72 | José Gálvez         | 118,74 |